# Паунд (Вісконсин)
Паунд (англ. Pound) — селище (англ. village) в США, в окрузі Марінетт штату Вісконсин. Населення — 357 осіб (2020).

## Географія
Паунд розташований за координатами 45°5′47″ пн. ш. 88°1′59″ зх. д. / 45.09639° пн. ш. 88.03306° зх. д. (45.096260, -88.032939).  За даними Бюро перепису населення США в 2010 році селище мало площу 2,20 км², з яких 2,20 км² — суходіл та 0,00 км² — водойми.

## Демографія
Згідно з переписом 2010 року, у селищі мешкало 377 осіб у 152 домогосподарствах у складі 99 родин. Густота населення становила 171 особа/км².  Було 164 помешкання (75/км²).
Расовий склад населення:
| - 95,0 % — білих - 0,3 % — корінних американців - 3,7 % — осіб інших рас |

До двох чи більше рас належало 1,1 %. Частка іспаномовних становила 7,2 % від усіх жителів.
За віковим діапазоном населення розподілялося таким чином: 25,2 % — особи молодші 18 років, 63,1 % — особи у віці 18—64 років, 11,7 % — особи у віці 65 років та старші. Медіана віку мешканця становила 34,3 року. На 100 осіб жіночої статі у селищі припадало 104,9 чоловіків;  на 100 жінок у віці від 18 років та старших — 112,0 чоловіків також старших 18 років.
Середній дохід на одне домашнє господарство  становив 53 978 доларів США (медіана — 51 250), а середній дохід на одну сім'ю — 61 026 доларів (медіана — 59 583). Медіана доходів становила 36 250 доларів для чоловіків та 29 167 доларів для жінок. За межею бідності перебувало 13,4 % осіб, у тому числі 26,9 % дітей у віці до 18 років та 13,2 % осіб у віці 65 років та старших.
Цивільне працевлаштоване населення становило 258 осіб. Основні галузі зайнятості: виробництво — 23,6 %, роздрібна торгівля — 17,1 %, сільське господарство, лісництво, риболовля — 12,0 %, будівництво — 10,1 %.